# Wikipedialogo

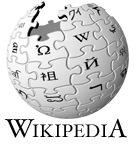

Het logo van Wikipedia is een onvoltooide globe bestaande uit puzzelstukjes waarvan sommige stukjes aan de bovenkant van de bol ontbreken. Op elk puzzelstuk staat een letter of karakter uit een andere taal. Op de Nederlandstalige Wikipedia staat er onderaan het logo 'Wikipedia' met daaronder de slogan 'De vrije encyclopedie'. 

## Ontstaan
Het eerste ontwerp van het logo is gemaakt door Paul Stansifer, een destijds 17-jarige bijdrager op Wikipedia wiens inzending een ontwerpenwedstrijd won die door de site in 2003 werd georganiseerd. David Friedland, een andere Wikipediaan, verbeterde vervolgens het logo door de vorm van de puzzelstukjes te wijzigen, zodat de randen ervan meer uitgesproken overkwamen. De inhoud van de puzzelstukjes werd vereenvoudigd tot slechts één letter/karakter per stuk in de plaats van een wirwar aan onduidelijke, meertalige tekst.